# Difluoruro di cobalto
Il difluoruro di cobalto o fluoruro di cobalto(II) è il composto inorganico con formula CoF2. È un solido cristallino di colore rosa. Esistono anche le forme idrate CoF2•2H2O , CoF2•3H2O e CoF2•4H2O.

## Struttura
CoF2 ha una struttura cristallina tipo rutilo, nel sistema tetragonale con gruppo spaziale P42/mnm e costanti di reticolo a = 469,50(7) pm, c = 318,17(5) pm, V = 70,10 Å3, Z = 2.

## Sintesi
Il difluoruro di cobalto anidro si prepara industrialmente trattando carbonato di cobalto(II) con fluoruro di idrogeno a secco o in soluzione:
CoCO3  + 2HF  →  CoF2 + CO2 + H2O
Se si opera in soluzione si ottengono forme idrate, da cui si può ricavare la forma anidra per disidratazione.
Le forme idrate CoF2•2H2O , CoF2•3H2O e CoF2•4H2O
si ottengono anche trattando CoCO3, Co(OH)2 o CoO con soluzioni di HF.
In laboratorio si può preparare CoF2 anche partendo da CoCl2.

## Usi
CoF2 è usato principalmente per preparare CoF3, un catalizzatore impiegato nella sintesi di fluorocarburi.

## Tossicità / Indicazioni di sicurezza
Il composto è disponibile in commercio. Per ingestione risulta corrosivo e tossico. La tossicità è dovuta principalmente alla liberazione di ioni fluoruro e acido fluoridrico. Per contatto con le mucose e gli occhi è corrosivo. È stato rilevato un effetto cancerogeno su animali di laboratorio, mentre non ci sono evidenze di effetti cancerogeni sull'uomo.